# Nintendo Land
Nintendo Land (ニンテンドーランド Nintendō Rando?) es un videojuego desarrollado por Nintendo para la consola Wii U (es exclusivo para esta consola). Pretende servir como tutorial de demostración para familiarizar a los videojugadores con las funciones y capacidades de esta consola, como lo fue en su momento Wii Sports para la Wii. Fue presentado en la conferencia de Nintendo en el Electronic Entertainment Expo 2012. El videojuego está disponible en Norteamérica desde el 18 de noviembre; en Europa el 30 de noviembre y en Japón el 8 de diciembre de 2012. Viene incluido en el Premium Pack de Wii U.

## Jugabilidad
El juego es un parque de diversiones temático virtual, en el cual la guía del usuario es una especie de computadora llamada Monita. Este juego está compuesto por una serie de minijuegos basados en las populares franquicias de Nintendo y están diseñadas para incorporar elementos que utilicen las características y capacidades del Wii U GamePad, en conjunto con los otros mandos como el Wii Remote y el Nunchuck (en algunos títulos que soporten hasta 5 jugadores), un concepto que ha sido descrito como "jugabilidad asimétrica".

## Minijuegos
Incluye 12 minijuegos, de los cuales solo 5 fueron mostrados en el Electronic Entertainment Expo 2012. Todos los minijuegos están basados en franquicias de Nintendo:

### Donkey Kong's Crash Course
- Basado en Donkey Kong.

En Donkey Kong's Crash Course se usará el control de movimiento de la GamePad; los jugadores deberán inclinar el controlador para guiar un carrito con ruedas frágiles a través de una carrera de obstáculos que se asemeja al escenario del videojuego de arcade, Donkey Kong. Este juego es para un solo jugador.

### Luigi's Ghost Mansión
- Basado en Luigi's Mansion.

En Luigi's Ghost Mansión podrán jugar hasta cinco personas, uno a través del GamePad y cuatro con un Wiimote cada uno. El jugador con el GamePad es un fantasma invisible que debe evitar ser alumbrado con las linternas de los otros cuatro jugadores, y tratando de tenderles una emboscada por la espalda. Los «caza fantasmas» tendrán que recorrer las habitaciones de la mansión con una linterna con la cual podrán encontrar al fantasma y vencerlo, antes de que esté los embosque o se acaben las baterías de la linterna. El jugador que controla al fantasma podrá ver a los demás jugadores, pero estos al fantasma no. Se recomienda que los jugadores que utilicen los Wiimotes activen la vibración, de esta manera el mando vibrará más o menos fuerte si el fantasma se acerca a cada jugador.

### Animal Crossing: Sweet Day
- Basado en Animal Crossing.

En Animal Crossing: Sweet Day el jugador que tenga la Wii U GamePad controla dos guardias que se encargan de vigilar el huerto de caramelos de un grupo de animales amantes de los dulces. Pueden jugar hasta cuatro personas, usando el Wiimote para controlar a los animales, debiendo trabajar en equipo para burlar y dejar atrás a los guardias. El juego termina cuando se reúne un total de 50 dulces entre todos, o cuando los guardias capturen a cualquiera de los animales en tres ocasiones.

### The Legend of Zelda: Battle Quest
- Basado en The Legend of Zelda.

En The Legend of Zelda: Battle Quest, los jugadores usan el Wiimote para controlar a los Miis armados con espadas, ya que tendrán que luchar y defenderse a través de escenarios de Zelda. El jugador con el GamePad controla un Mii en la parte posterior del grupo, armado con un arco y flechas, pudiendo usar la pantalla del controlador para mirar alrededor de la zona a medida que viajan a través del juego. Una vez que el jugador se queda sin flechas tendrá que bajar el GamePad al suelo para recargar su carcaj. Los enemigos y los escenarios tienen un aspecto de tela con costuras. El objetivo del juego es que el arquero sobreviva con seis corazones de vida, con ayuda de los otros jugadores.

### Takamaru's Ninja Castle
- Basado en The Mysterious Murasame Castle.

Takamaru Ninja Castle es un minijuego de un solo jugador, donde se utilizará el GamePad para lanzar armas shuriken de papel a los enemigos que se vayan mostrando en la pantalla, pudiendo orientar en diferentes ángulos el GamePad para cambiar la trayectoria del lanzamiento.

### Captain Falcon's Twister Race
- Basado en F-Zero.

En F-Zero se podrá usar un Mii como piloto de un aerodeslizador como el del Capitán Falcon. Se trata de hacer la mejor vuelta en la carrera hacia la meta evitando los obstáculos en la pista; un segundo jugador puede destruirlos. Requiere un wiiremote.

### Metroid Blast
- Basado en Metroid.

Metroid Blaster es un minijuego donde manejarás a un personaje o a la nave donde se utilizará el GamePad para eliminar al contrincante, es de hasta cuatro jugadores.

### Balloon Trip Breeze
- Basado en Balloon Fight.

En Balloon Trip Breeze se usará un mii mientras la pantalla se desplace de modo lateral, con el GamePad se controlarán las corrientes de aire y flotarás con unos globos logrando llegar a una meta determinada.

### Pikmin Adventure
- Basado en Pikmin.

En Pikmin Adventure, los personajes Miis serán convertidos en Pikmins mientras que el jugador que use el Wii U GamePad será el capitán del equipo, tratando que el equipo no muera.
No se sabe mucho aún de este minijuego, pero al parecer, se trata de encontrar tesoros a través de un campo de Pikmins y criaturas, tratando de realizar el trabajo.

### Mario Chase
- Basado en Mario.

En este minijuego los 4 jugadores que usen el control clásico de Wii serán su propio Mii transformados en Toads, los cuales tratarán de atrapar al jugador que lleve el Wii U GamePad que es un Mii disfrazado de Mario. Al parecer, el jugador que lleve el GamePad podrá ver un mapa completo de un laberinto viendo la posición de los Toads y la de él mismo, pero los 4 jugadores no pueden saberlo, solo pueden ver una posición aproximada de que tan cerca están de su objetivo. El juego terminará si atrapan a Mario antes de tiempo, o si el jugador que use a Mario logra no ser atrapado.

### Yoshi's Fruit Cart
- Basado en Yoshi.

En este minijuego controlas a un mii que está en un carrito que tiene la forma de Yoshi. Debes controlar el carrito y tienes que ir recogiendo fruta y evitando obstáculos. El problema es que tienes que recoger toda la fruta, y esta no se ve en la pantalla del GamePad, donde tienes que trazar la ruta con el lápiz táctil.

### Octopus Dance
- Basado en el minijuego Game & Watch Octopus.

Puede estar basado en la demo técnica "Shield Pose", presentada por Nintendo en el E3 de 2011.